# Estación de Robregordo-Somosierra
Robregordo-Somosierra es una estación de ferrocarril situada en el municipio español de Robregordo, en la Comunidad de Madrid, aunque presta también servicio al cercano municipio de Somosierra. Las instalaciones, que actualmente se encuentran fuera de servicio, forman parte de la red de Adif.

## Situación ferroviaria
Las instalaciones ferroviarias se encuentran situadas en el punto kilométrico 100,5 de la línea férrea de ancho ibérico Madrid-Burgos.

## Historia
Las instalaciones ferroviarias de Robregordo-Somosierra forman parte del ferrocarril directo Madrid-Burgos. Esta línea fue inaugurada en julio de 1968, tras haberse prolongado las obras varias décadas. Con la decadencia de la línea, las frecuencias fueron reduciéndose hasta que en 1998 se decidió suprimir totalmente el servicio de viajeros en todas las estaciones intermedias del ferrocarril directo Madrid-Burgos (excepto la de Aranda de Duero, que se mantuvo abierta al público hasta 2012). Desde enero de 2005, con la extinción de la antigua RENFE, el ente Adif pasó a ser el titular de las instalaciones ferroviarias. 